# Дугреј Скот
Стивен Дугреј Скот (енгл. Stephen Dougray Scott; Гленротес, 26. новембар 1965) шкотски је филмски, позоришни и ТВ глумац.